# Trocnadella punctatus
Trocnadella punctatus är en insektsart som beskrevs av Singh-pruthi 1930. Trocnadella punctatus ingår i släktet Trocnadella och familjen dvärgstritar. Inga underarter finns listade i Catalogue of Life.